# مارك والر
مارك والر (بالإنجليزية: Mark Waller)‏ هو طبيب بريطاني، ولد في 3 يوليو 1957 في نورثامبتون في المملكة المتحدة.